# 布瓦热维利
布瓦热维利（法語：Boisgervilly，法語發音：[bwaʒɛʁvili]）是法国伊勒-维莱讷省的一个市镇，位于该省西部，属于雷恩区。

## 地理
布瓦热维利（48°10'1"N, 2°3'50"W）面积19.95 平方千米，位于法国布列塔尼大區伊勒-维莱讷省，该省份为法国西北部沿海省份，位于布列塔尼半岛东部，北濒大西洋，西接阿摩尔滨海省和莫尔比昂省，南至大西洋卢瓦尔省，西南端接曼恩-卢瓦尔省，东临马耶讷省，东北与芒什省接壤。
与布瓦热维利接壤的市镇（或旧市镇、城区）包括：布列塔尼地区蒙托邦、伊方迪克、圣莫冈、圣奥南拉沙佩勒、圣于尼亚克。

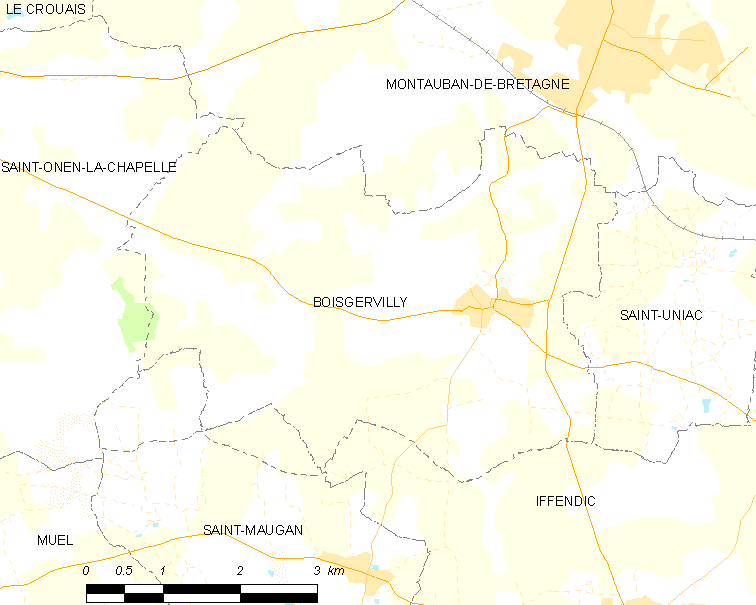
布瓦热维利的OSM定位图

布瓦热维利的时区为UTC+01:00、UTC+02:00（夏令时）。

## 行政
布瓦热维利的邮政编码为35360，INSEE市镇编码为35027。

## 政治
布瓦热维利所属的省级选区为布列塔尼地区蒙托邦县。

## 人口

1962-2008年间布瓦热维利人口变化图示

布瓦热维利于2022年1月1日时的人口数量为1757人。